# Sonny Bono
Salvatore Phillip "Sonny" Bono, född 16 februari 1935 i Detroit, Michigan, död 5 januari 1998 i närheten av South Lake Tahoe, Kalifornien, var en amerikansk sångare, underhållare och politiker (republikan).

## Tidig karriär och Sonny & Cher

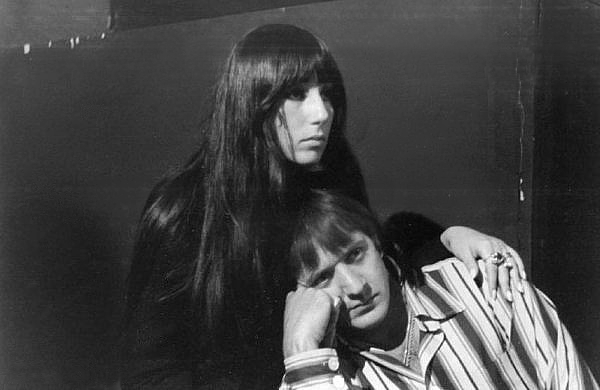
Sonny & Cher

Sonny Bono föddes i Detroit. Hans föräldrar var italienska invandrare. Han gifte sig 1954 med sin första hustru, Donna Rankin, och fick en dotter innan äktenskapet slutade i skilsmässa 1962. Han gifte sig med Cher 1964.
Bono började sin musikaliska karriär på Specialty Records och började sedan jobba för Phil Spector i början av 1960-talet. En av hans första framgångsrika låtar var "Needles and Pins" som han skrev tillsammans med Jack Nitzsche och som blev en hit för Jackie DeShannon. 1964 gifte han sig med Cher och tillsammans bildade de sångduon Sonny & Cher. Bland deras största hits var "I Got You Babe" och "The Beat Goes On". Till Cher skrev han även hits som "Bang Bang", som även spelats in av andra artister. 1965 släppte Bono sin första singel som soloartist, "Laugh At Me". Sin enda soloskiva, Inner Views, släppte han 1967. Tillsammans med Cher hade han även den populära TV-showen The Sonny & Cher Show 1971-1974. Parets äktenskap tog slut 1975. De fick tillsammans en dotter 1969 som fick heta Chastity Bono, döpt efter parets film Chastity.

## Senare karriär och politik
Efter att äktenskapet och samarbetet upphört nådde han inte samma framgångar i sin solokarriär. Under 1980-talet skådespelade han i en rad filmer, bland annat i Nu flyger vi ännu högre (1980) och John Waters Hairspray (1988). Efter ett kort äktenskap med Susie Coehlo 1983-1984 gifte han sig 1986 med Mary Bono (född Whitaker). De fick två barn tillsammans, Chesare och Chianna.
Han började sedan en politisk karriär och var borgmästare i Palm Springs, Kalifornien 1988-1992. 1992 försökte han bli invald i senaten men misslyckades. Han valdes istället 1994 till kongressledamot i representanthuset för delstaten Kalifornien. Hans fru efterträdde honom på den posten efter hans död.
Han omkom den 5 januari 1998 i en skidolycka då han åkte in i ett träd på Heavenly Ski Resort i Nevada. Inskriptionen på hans gravsten är "And the Beat Goes On".
Sonny Bono var officiellt katolik men han och hans fru Mary var även involverade i Scientologikyrkan.

## Diskografi (solo)
- 1967 – Inner Views

## Filmografi (urval)
- 1967 – Good Times
- 1969 – Chastity (manus)
- 1980 – Ny flyger vi ännu högre
- 1988 – Hairspray
- 1988 – Troll
- 1991–1992 – P.S. I Luv You